# Respire (film, 2004)
Pour les articles homonymes, voir Respire (homonymie).
Pour plus de détails, voir Fiche technique et Distribution.
Respire (serbe : Диши дубоко, Diši duboko) est un film serbo-monténégrin réalisé par Dragan Marinković en 2004.

## Synopsis
Le film commence lors d'un dîner familial où Sasa les informe de sa décision de suivre son petit ami Stefan au Canada. Cette même nuit, Sasa et Stefan sont victimes d'un accident de voiture. Sasa se réveille à l'hôpital et reçoit la visite de la charmante sœur de Stefan, Lana, Une relation amoureuse s'installera entre les deux femmes.

## Fiche technique
- Titre français : Respire
- Titre original : Диши дубоко (Diši duboko)
- Réalisateur : Dragan Marinković
- Scénario : Hajdana Baletić
- Musique : Vladimir Markovic
- Pays d'origine : Serbie et Monténégro
- Format : Couleurs
- Durée : 80 minutes
- Langue : serbe
- Date de sortie : 8 novembre 2004

## Distribution
- Mira Furlan : Lila
- Ana Franić : Sasa
- Jelena Djokić : Lana
- Bogdan Diklić (sr) : Milos
- Branislav Tomašević : Stefan
- Nikola Đuričko : Bojan
- Goran Šušljik : Sinisa
- Ana Sakić : Ines
- Bojan Dimitrijević : Zoran
- Jelena Helc : sœur de Glavna
- Tatjana Torbica : sœur
- Danijela Mihajlović : Cistacica
- Mihajlo-Bata Paskaljević : Deda
- Petar Kralj : docteur
- Milan Marić : Miki
- Predrag Panic : Miki stariji
- Aleksa Bastovanovic : Mladi Milos
- Djordje Brankovic
- Ana Kaplarevic
- Igor Filipovic
- Slavica Cedakov
- Marko Jeremic
- Nebojsa Andonovic
- Aleksandar Ravas
- Uros Jovanovic
- Miodrag Fisekovic